# ارسلان‌مراد امانوف
ارسلان‌مراد امانوف (انگلیسی: Arslanmyrat Amanow؛ زادهٔ ۲۸ مارس ۱۹۹۰) بازیکن فوتبال اهل ترکمنستان است.
از باشگاه‌هایی که در آن بازی کرده‌است می‌توان به باشگاه فوتبال اوکژتپس، باشگاه فوتبال آلمالیق، و باشگاه فوتبال ایرتیش پاولودار اشاره کرد.
وی همچنین در تیم ملی فوتبال ترکمنستان بازی کرده‌است.